# Vulcan Manufacturing Company
Vulcan Manufacturing Company, vorher Vulcan Motor Car Company, war ein US-amerikanischer Hersteller von Kraftfahrzeugen.

## Unternehmensgeschichte
Alonzo R. Marsh hatte bereits bei der Marsh Motor Carriage Company, der American Motor Company und der Eastern Motor Company Erfahrungen im Automobilbau gesammelt. Anfang 1913 gründete er die Vulcan Motor Car Company in Painesville in Ohio. Die Produktion von Automobilen fand in einem Werk der Driggs Ordnance & Manufacturing Corporation in Sharon in Pennsylvania statt. Der Markenname lautete Vulcan. Später erfolgte die Umfirmierung in Vulcan Manufacturing Company. Im Juli 1914 verließ Marsh das Unternehmen und gründete die Sterling Motor Car Company.
Kurz danach endete die Produktion von Personenkraftwagen. Anfang 1915 begann die Insolvenz. Nutzfahrzeuge entstanden noch bis Oktober 1916. Die Collier Motor Truck Company bezog danach das Werk in Painesville.

## Pkw
Im Angebot stand nur das Model 27. Es wird als Kleinwagen beschrieben, der deutlich oberhalb der Cyclecar-Klasse am Markt positioniert war. Er hatte einen Vierzylindermotor von Buda. 85,725 mm Bohrung und 127 mm Hub ergaben 2932 cm³ Hubraum. Das entsprach etwa dem Ford Modell T. Der Motor leistete 27 PS. Die Motorleistung wurde über ein Dreiganggetriebe und eine Kardanwelle an die Hinterachse übertragen.
Zur Wahl standen zwei verschieden lange Fahrgestell. Das kürzere hatte 267 cm Radstand und war als zweisitziger Roadster karosseriert. Das längere mit 292 cm Radstand hatte einen Aufbau als offener Tourenwagen mit fünf Sitzen.

## Modellübersicht
| Jahr      | Modell   | Zylinder | Leistung (PS) | Radstand (cm) | Aufbau               |
| --------- | -------- | -------- | ------------- | ------------- | -------------------- |
| 1913–1914 | Model 27 | 4        | 27            | 267           | Roadster 2-sitzig    |
| 1913–1914 | Model 27 | 4        | 27            | 292           | Tourenwagen 5-sitzig |
| 1915      | Model 27 | 4        | 27            | 267           | Roadster 2-sitzig    |
| 1915      | Model 27 | 4        | 27            | 292           | Tourenwagen 5-sitzig |